# مشارکت الکترونیکی
مشارکت الکترونیکی واژهٔ پذیرفته شدهٔ عامی است که اشاره دارد به «مشارکت ICT-محور در فرایندهای دولتی و حکومت داری.» این فرایندها می‌توانند مربوط به امور اداری، ارائه خدمات، تصمیم سازی یا سیاستگذاری باشند. از اینرو مشارکت الکترونیکی ارتباط نزدیکی با مشارکت الکترونیکی در حکومت داری و دولت الکترونیک دارد. نیاز به این واژه زمانی نمود بیشتری پیدا کرده‌است که در توسعه دولت الکترونیکی، ارزش‌ها و منافع شهروندی کمتر از ارزش‌ها و منافع ارائه دهندگان خدمات، مورد توجه قرار گرفته‌اند و نیاز به ایجاد تمایز بین نقش شهروند و مشتری علنی تر شده‌است.

## تعریف
تعریف دقیق تر از مشارکت الکترونیکی عبارت است از: «استفاده از فناوری اطلاعات و ارتباطات برای گسترش و تعمیق مشارکت سیاسی از طریق توانمندسازی شهروندان برای برقراری ارتباطات بیشتر با یکدیگر از یکسو و برقراری ارتباط با نمایندگان منتخب خود از سوی دیگر»
این تعریف شامل همه ذی‌نفعان در فرایندهای تصمیم سازی دموکراتیک می‌شود و صرفاً شامل یک رابطه از بالا به پایین با شهروندان که ابتکار عمل را در اختیار حکومت نگه دارد، نمی‌باشد.
بنابراین مشارکت الکترونیکی می‌تواند به عنوان بخشی از دموکراسی الکترونیکی شناخته شود، در حالی که دموکراسی الکترونیکی به معنای بکارگیری ICT توسط دولت هاست که به صورت فراگیر توسط مقامات منتخب، رسانه‌ها، احزاب سیاسی و گروه‌های ذی‌نفع، سازمان‌های جامعه مدنی، سازمان‌های دولتی بین‌المللی، یا شهروندان/رأی دهندگان در هرکدام از فرایندهای سیاسی کشورها، ملت‌ها، و جوامع محلی و بین‌المللی بکار گرفته می‌شود. پیچیدگی‌های فرایندهای مشارکت الکترونیکی منبعث از تعدد و تکثر در مناطق مشارکت کننده، ذینفعان دخیل در فرایند، سطح تعاملات و مراحل سیاستگذاری می‌باشد.